# Milwaukee Brewers
O Milwaukee Brewers é um time profissional de beisebol de Milwaukee, Wisconsin, Estados Unidos. A equipe disputa a Major League Baseball (MLB) como parte da Divisão Central da Liga Nacional. O nome da equipe é uma homenagem ao vínculo histórico da cidade de Milwaukee à indústria cervejeira. Por isso, outros apelidos incluem Cervejeiros de Milwaukee e Brew Crew (turma da cerveja, em tradução livre). Desde novembro de 2023, Pat Murphy é manager da equipe.
Desde 2001, a equipe joga no American Family Field  (contrato de naming rights vigente desde 2021) com capacidade para 41.900 torcedores.
A franquia foi fundada em 1969, com o nome de Seattle Pilots, como time de expansão da Liga Americana (AL) em Seattle, Washington, Estados Unidos. O Pilots jogava no estádio Sick's Stadium. Após uma temporada, a franquia se mudou para Milwaukee, jogando no Milwaukee County Stadium e formando a equipe que hoje conhecemos. Em 1998, o Brewers entrou para a Liga Nacional. Desde a criação das divisões da Major League Baseball, em 1969, o Brewers é a única franquia a jogar em quatro divisões diferentes. Além disso, o Milwaukee Brewers, bem como o Houston Astros, são as duas únicas equipes atuais da MLB a trocar de liga na era moderna do beisebol (1900 – presente).
O Brewers disputou a Série Mundial uma única vez, em 1982. A franquia é uma das seis equipes da MLB a nunca vencer o Fall Classic. Após vencer a Série de Campeonato da Liga Americana (ALCS), contra o California Angels, o Brewers foi derrotado por 4 jogos a 3 pelo St. Louis Cardinals na Série Mundial. Em 2011, o Brewers venceu o Arizona Diamondbacks por 3 jogos a 2 e conquistou a Série de Divisão da Liga Nacional (NLDS), mas perdeu a Série de Campeonato da Liga Nacional (NLCS) por 4 jogos a 2 para o Cardinals, campeão da MLB daquele ano. Já em 2018, o Brewers venceu a NLDS, contra o Colorado Rockies, em apenas 3 jogos. No entanto, perderia a NLCS em 7 jogos contra o Los Angeles Dodgers.
Nos últimos anos, o Brewers continuou a marcar presença nos playoffs, mas sem conseguir chegar à NLCS novamente. Em 2019, derrota na rodada de wildcard contra o eventual campeão Washington Nationals; em 2021, derrota para o também eventual campeão Atlanta Braves em 4 jogos na NLDS; e em 2023, derrota para o Arizona Diamondbacks, também na rodada de wildcard.

## História
A história da franquia começa em 1969, com a criação do Seattle Pilots. O clube atuou apenas uma temporada em Seattle, jogando na Divisão Oeste da Liga Americana. Após um ano, a franquia foi comprada por Bud Selig, que decidiu levar o time a Milwaukee.
O Milwaukee Brewers é a única equipe a atuar em quatro divisões diferentes desde a criação das divisões na MLB. Inicialmente, os Brewers atuaram na Divisão Oeste até a temporada de 1972, quando a equipe se mudou para a American League East. No começo de 1994, devido ao realinhamento das divisões, a equipe passou a integrar a recém-criada Divisão Central da Liga Americana. Por fim, a última mudança veio em 1997, quando os Brewers passaram a jogar pela Divisão Central da Liga Nacional.[carece de fontes?]
Antes da criação da franquia, Milwaukee foi a casa de algumas equipes, sendo o Milwaukee Braves (1953-1965) a franquia de maior renome. No entanto, a cidade também teve duas outras equipes chamadas Milwaukee Brewers, no fim do século XIX (equipe da Liga Americana que se tornaria o St. Louis Browns) e de 1902 a 1952 (equipe da AAA).[carece de fontes?] Além disso, a cidade foi sede do Milwaukee Bears, das Ligas Negras de beisebol.